# 亭子桥
31°34′55″N 120°18′29″E / 31.58192°N 120.30808°E
亭子桥，曾名熙春桥，是位于中华人民共和国江苏省无锡市梁溪区的一座大桥，跨京杭大运河支流、无锡环城河。亭子桥与莲蓉桥、清名桥并列无锡城厢三座古桥。

## 特点
亭子桥建于南齐时，本名熙春桥，位于东门人民东路（原熙春街）外京杭古运河上，最初为木桥。明朝成化、嘉靖年间多次重修。清朝乾隆帝60岁寿辰时重建，为石级拱桥，上有桥亭，故名亭子桥。1952年，为能通行人、板车等，将石级改为斜坡面。1968年，拆除旧桥，改建成双曲拱桥，能行汽车。1980年，拓宽熙春街，又改建为肋拱桥。2002年，再度拆除扩建，改成钢筋混凝土结构、花岗岩贴面，2003年竣工。